# Expresso União
A Expresso União é uma empresa brasileira que atua no ramo de transportes, fundada por Nenê Constantino em 1957 na cidade de Patrocínio, estado de Minas Gerais, onde mantém sua sede.
Atuando principalmente na Região Sudeste do Brasil, oferece diversos destinos atuando em seis estados brasileiros mais o Distrito Federal; além da já citada Região Sudeste, a "União", como é popularmente conhecida, também atua nos estados de Goiás (Centro-Oeste) e Tocantins (Norte). A empresa liga aproximadamente 188 municípios e sete capitais brasileiras, incluindo a capital federal Brasília.
Pertence ao Grupo Comporte, conglomerado de transportes liderado pelo empresário Nenê Constantino, que também controla a Gol Linhas Aéreas, transportando cerca de 1,5 milhão de pessoas por ano e rodando aproximadamente 17 milhões de quilômetros por ano.
Em 2007, a empresa foi certificada com o código ISO 9002.